# Distrito Yeso
Yeso es un distrito argentino del departamento La Paz, perteneciente a la provincia de Entre Ríos.

## Historia
Hacia finales del siglo XIX, el distrito, ya por entonces perteneciente al departamento La Paz, tenía contabilizada una población de 3007 habitantes. Aparece descrito en el Diccionario geográfico argentino de Francisco Latzina con las siguientes palabras:

Yeso, 1) distrito del departamento La Paz; Entre Ríos. Confina al Norte con el distrito Estacas (arroyo Feliciano); al Este con el de Banderas (arroyo de las Achiras), y al Sud y al Oeste con el distrito Alcaraz (arroyo Don Gonzalo). Tiene 3.007 habitantes. (10, v, 1895).
(Latzina, 1899, p. 757)